# Boone Lake (South Fork Holston River)
Boone Lake ist ein Stausee in Sullivan und Washington Countys im Nordosten von Tennessee. 
Er entstand durch den Aufstau des South Fork Holston River oberhalb des Boone Dam.
Die Staumauer liegt 31 km vor dem Zusammenfluss von North Fork und South Fork Holston River. Der Watauga River mündete unmittelbar oberhalb der Talsperre in den South Fork Holston River.
Die Talsperre wird von Tennessee Valley Authority (TVA) betrieben. Sie dient der Energieerzeugung und dem Hochwasserschutz. Der See hat eine Wasserfläche von 18 km² sowie ein Rückhaltevolumen von 93.534.000 m³. Der Wasserstand des Stausees schwankt über das Jahr hinweg um 6 m.
Der Stausee bietet einen Schwimmbereich sowie eine Anlegestelle für Boote. Wasserski und Fischen sind beliebte Freizeitaktivitäten am Boone Lake. Gefangen werden im Stausee Schwarzbarsch, Forellenbarsch und Felsenbarsch. 
Es wird vor dem übermäßigen Verzehr von gefangenen Welsen und Karpfen aufgrund von erhöhten PCB- und Chlordan-Konzentrationen gewarnt.
Staumauer und Stausee sind nach Daniel Boone (1734–1820) benannt, der diese Gegend in den 1760er Jahren erkundete.